# CN23
CN23 (abreviado de Cultura y Noticias 23) fue un canal de televisión por suscripción que transmitía desde la Ciudad Autónoma de Buenos Aires a través de la televisión digital abierta y cable.
Inició sus emisiones el 10 de mayo de 2010 como uno de los nuevos canales de noticias tras la Ley de Medios. En febrero de 2016 tras la desaparición del Grupo 23, fue vendido por el Grupo Indalo. En 2019 fue adquirido por la Iglesia Universal del Reino de Dios, al igual que 360 TV. El 23 de noviembre de 2020 cesó sus transmisiones en TDA y comenzó a transmitir la señal UNIFE.

## Historia
Comenzó sus transmisiones cómo canal de noticias el 10 de mayo de 2010, la programación se emitió de lunes a viernes de 7 a 24 y los fines de semana emitían programas repetidos y/o grabados. Fue fundado por el empresario Sergio Szpolski y formaba parte del Grupo Veintitrés, que entre otros medios también contenía el portal de noticias Infonews, el diario Tiempo Argentino y la radio América (AM 1190). En febrero de 2011 se une al Grupo con el 50% el empresario Matías Garfunkel. 
Desde sus comienzos, ha pasado por una renovación continua de su imagen, tanto en las gráficas, como el estudio y el logo del canal. 
Transmitía desde el barrio de Palermo, y cuenta con una gran infraestructura, equipos de última generación y estudios de alta tecnología. Además posee varios móviles para transmitir en vivo.
El 10 de febrero de 2016, fue vendido al Grupo Indalo junto con el diario El Argentino y el 50% de la radio Vorterix, a través de un intercambio de acciones con los anteriores accionistas de estas compañías que pasan a tener una minoría en Indalo Media que mantiene la mayoría, reteniendo más del 90% de las acciones y por consiguiente manteniendo el control mayoritario.
El 29 de agosto de 2016, el canal relanza su imagen corporativa y estrena nueva programación, así como el comienzo de transmisiones desde el centro de estudios de Ideas del Sur y con la temática de su programación enfocada más a la provincia de Buenos Aires.
Debido a la crisis financiera que sufría el canal y la poca audiencia, el 1 de agosto de 2017 anuncia su cierre como canal de noticias para emitir programación "enlatada" de otros canales, después de que la televisora anunciara el retiro voluntario de su equipo periodístico.
Durante el periodo de administración de CN23 por parte del Grupo Indalo, el canal empieza a transmitir en dúplex con Radio 10, transmitiendo sus programas durante gran parte del día 
El 1 de septiembre de 2019, DirecTV Argentina retiró de su grilla de programación a CN23 junto con 360 TV, sin ningún reemplazo. 

En septiembre de 2019, la Iglesia Universal del Reino de Dios compra la señal de CN23, y comienza a transmitir programas religiosos de dicha iglesia, al igual que 360 TV
En noviembre de 2019, Movistar TV lo incluyó en su grilla de canales, siendo eliminado luego en mayo de 2020.
En octubre de 2020, salió de la grilla de Telecentro.
El 23 de noviembre de 2020, CN23 fue reemplazado oficialmente por UNIFE, canal que ya venía retransmitiendo desde hace algunos meses.

## Logotipos

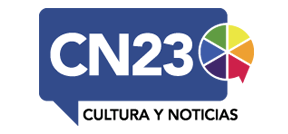
2010-2011
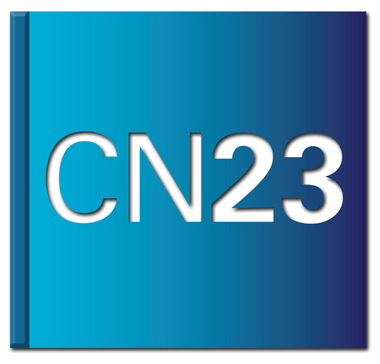
2011-2012
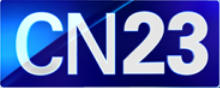
2015-2016
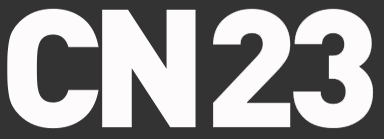
2017-2020